# Mistrzostwa Świata w Biathlonie 1965
6. Mistrzostwa świata w Biathlonie 1965 odbyły się w norweskiej miejscowości Elverum. Zawodnicy startowali w dwóch konkurencjach: biegu indywidualnym mężczyzn na 20 km i zawodach drużynowych mężczyzn (w których sumowano wyniki trzech najlepszych zawodników z danego kraju). Podczas tych mistrzostw po raz pierwszy reprezentanci Polski zdobyli medal, zajmując trzecie miejsce podczas zawodów drużynowych.

## Wyniki

### Bieg indywidualny
| Pozycja | Zawodnik                | Narodowość | Strzelanie   | Wynik     |
| ------- | ----------------------- | ---------- | ------------ | --------- |
|         | Olav Jordet             | Norwegia   | 2 (2+0+0+0)  | 1:23:34,9 |
|         | Nikołaj Puzanow         | ZSRR       | 2 (0+0+0+2)  | +22,1     |
|         | Antti Tyrväinen         | Finlandia  | 0 (0+0+0+0)  | +22,7     |
| 4.      | Ola Wærhaug             | Norwegia   | 4 (2+0+0+2)  | +1:24,1   |
| 5.      | Heinz Kluge             | NRD        | 4 (2+0+0+2)  | +2:11,0   |
| 6.      | Józef Gąsienica-Sobczak | Polska     | 0 (0+0+0+0)  | +3:31,0   |
| 7.      | Władimir Miełanjin      | ZSRR       | 6 (2+0+0+4)  | +3:48,3   |
| 8.      | Vilmoș Gheorghe         | Rumunia    | 2 (0+0+0+2)  | +3:50,1   |
| 9.      | Esko Marttinen          | Finlandia  | 4 (0+2+0+2)  | +4:12,7   |
| 10.     | Stanisław Szczepaniak   | Polska     | 4 (0+2+0+2)  | +5:16,9   |
| 11.     | Holmfrid Olsson         | Szwecja    | 2 (2+0+0+0)  | +5:24,0   |
| 12.     | Yūji Yamanaka           | Japonia    | 4 (2+0+2+0)  | +5:31,3   |
| 13.     | Józef Rubiś             | Polska     | 6 (0+0+2+4)  | +5:40,3   |
| 14.     | Ivar Nordkild           | Norwegia   | 6 (0+2+2+2)  | +5:52,1   |
| 15.     | Wasilij Makarow         | ZSRR       | 8 (6+0+2+0)  | +5:54,5   |
| ...     |                         |            |              |           |
| 24.     | Stanisław Łukaszczyk    | Polska     | 10 (2+4+0+4) | +10:16,3  |

### Drużynowo
| Pozycja | Zawodnicy                                                 | Reprezentacja | Strzelanie                            | Wynik     |
| ------- | --------------------------------------------------------- | ------------- | ------------------------------------- | --------- |
|         | Olav Jordet Ola Wærhaug Ivar Nordkild                     | Norwegia      | 2 (2+0+0+0) 4 (2+0+0+2) 6 (0+2+2+2)   | 4:18:00,9 |
|         | Nikołaj Puzanow Władimir Miełanjin Wasilij Makarow        | ZSRR          | 2 (0+0+0+2) 6 (2+0+0+4) 8 (6+0+2+0)   | 4:20:49,6 |
|         | Stanisław Szczepaniak Józef Rubiś Józef Gąsienica-Sobczak | Polska        | 0 (0+0+0+0) 4 (0+2+0+2) 6 (0+0+2+4)   | 4:25:12,9 |
| 4.      | Heinz Kluge Egon Schnabel Hansi König                     | NRD           | 4 (2+0+0+2) 4 (0+0+0+4) 6 (4+0+0+2)   | 4:28:17,3 |
| 5.      | Antti Tyrväinen Esko Marttinen Veikko Hakulinen           | Finlandia     | 0 (0+0+0+0) 4 (0+2+0+2) 14 (2+4+6+2)  | 4:28:24,1 |
| 6.      | Holmfrid Olsson John Güttke Tage Lundin                   | Szwecja       | 2 (2+0+0+0) 4 (2+0+0+2) 4 (2+0+2+0)   | 4:28:31,0 |
| 7.      | Vilmoș Gheorghe Nicolae Bărbășescu Gheorghe Cimpoia       | Rumunia       | 2 (0+0+0+2) 4 (2+2+0+0) 6 (0+2+0+4)   | 4:32:18,5 |
| 8.      | Paul Romand Louis Romand Gervais Poirot                   | Francja       | 8 (2+2+0+4) 10 (2+2+4+2) 16 (4+4+4+4) | 4:53:22,6 |

## Klasyfikacja medalowa
| Miejsce | Państwo   |   |   |   | Razem |
| ------- | --------- | - | - | - | ----- |
| 1       | Norwegia  | 2 | 0 | 0 | 2     |
| 2       | ZSRR      | 0 | 2 | 0 | 2     |
| 3       | Finlandia | 0 | 0 | 1 | 1     |
| 3       | Polska    | 0 | 0 | 1 | 1     |